# Heilrimont
Heilrimont est un hameau belge de la Région wallonne situé en province de Liège dans la commune de Stoumont.
Avant la fusion des communes, ce hameau faisait partie de la commune de La Gleize.

## Situation
Situé sur le versant nord (ubac) de la vallée du Roannay, au-dessus et à proximité immédiate de Moulin du Ruy, ce hameau des Ardennes liégeoises concentre une vingtaine d'habitations dans un environnement de prairies le long d'une route en côte et sans issue.